# Problepsis exanimata
Problepsis exanimata är en fjärilsart som beskrevs av Louis Beethoven Prout 1935. Problepsis exanimata ingår i släktet Problepsis och familjen mätare. Inga underarter finns listade i Catalogue of Life.